# 영 타블로
조합론과 표현론에서, 영 타블로(영어: Young tableau, 복수 ~ tableaux)는 대칭군과 일반선형군, 특수선형군, 특수 유니터리 군 등의 표현을 나타내는 조합론적인 대상이다.

## 정의

페러스 그림의 각 칸의 고리 길이들

페러스 그림(영어: Ferrers diagram)은 일련의 행들로 이루어진 도형이다. 열들은 왼쪽에 정렬돼 있으며, 아래로 내려갈수록 그 길이들이 같거나 더 짧다.

페러스 그림의 예. 열의 길이는 5, 4, 1이다.

영 타블로(영어: Young tableau)는 페러스 그림에, 각각의 칸에 숫자를 기입한 도형이다.

영 타블로의 예.

표준 영 타블로(영어: standard Young tableau)는 다음 두 조건을 만족시키는 영 타블로다.
- 각 행에서 오른쪽으로 갈수록 숫자가 항상 증가한다.
- 각 열에서 밑으로 갈수록 숫자가 항상 증가한다.

준표준 영 타블로(영어: semistandard Young tableau)는 다음 두 조건을 만족시키는 영 타블로다.
- 각 행에서 오른쪽으로 갈수록 숫자가 항상 감소하지 않는다.
- 각 열에서 밑으로 갈수록 숫자가 항상 증가한다.

주어진 페러스 그림에서, {\displaystyle (i,j)}번째 칸의 고리 길이(영어: hook length) {\displaystyle \operatorname {hook} (i,j)}는 {\displaystyle i'\geq i,j=j'} 또는 {\displaystyle i'=i,j'\geq j}인 칸 {\displaystyle (i',j')}들 (즉, 주어진 칸의 오른쪽 또는 밑에 있는 칸들, 주어진 칸 자체도 포함) 의 개수이다.

## 표현론에서의 응용

### 대칭군
대칭군 {\displaystyle S_{n}}의 복소수 기약 표현은 총 {\displaystyle n}개의 칸을 가지는 페러스 그림과 일대일 대응한다. 이 경우, 주어진 페러스 그림에 대응하는 표현의 차원은 다음 조건을 만족하는, 페러스 그림에 대응하는 표준 영 타블로의 수와 같다.
- 각 칸의 숫자는 {\displaystyle 1,\dots ,n} 가운데 하나이고, 숫자가 중복되지 않는다.

이 경우, {\displaystyle S_{n}} 기약 표현의 차원은 다음과 같다.
{\displaystyle \dim r={\frac {n!}{\prod _{i,j}\operatorname {hook} (i,j)}}}
예를 들어, {\displaystyle S_{4}}의 기약 표현들은 다음과 같다.
| 페러스 그림 | 고리 길이 | S4 표현 차원 |
| ----------- | --------- | ------------ |
| □□□□        | 4321      | 1            |
| □□□ □       | 421 1     | 3            |
| □□          | 32 21     | 2            |
| □□ □        | 41 2 1    | 3            |
| □           | 4 3 2 1   | 1            |

### 선형군과 유니터리 군
일반선형군 {\displaystyle \operatorname {GL} (n,\mathbb {C} )}의 복소수 기약 표현은 다음 조건을 만족시키는 페러스 그림과 일대일 대응한다.
- 각 열의 길이는 {\displaystyle n} 이하다.

이 경우, 주어진 페러스 그림에 대응하는 표현의 차원은 다음 조건을 만족하는, 페러스 그림에 대응하는 준표준 영 타블로의 수와 같다.
- 각 칸의 숫자는 {\displaystyle 1,\dots ,n} 가운데 하나다.

이 경우, 차원은 다음과 같이 계산할 수 있다.
{\displaystyle \dim r=\prod _{(i,j)}{\frac {n-i+j}{\operatorname {hook} (i,j)}}}
특수선형군 {\displaystyle \operatorname {SL} (n,\mathbb {C} )}의 복소수 기약 표현은 다음 조건을 만족시키는 페러스 그림과 일대일 대응한다.
- 각 열의 길이는 {\displaystyle n} 미만이다.

주어진 페러스 그림에 대응하는 표현의 차원은 일반선형군의 경우와 같다.
특수 유니터리 군 {\displaystyle \operatorname {SU} (n)}의 복소화는 특수선형군 {\displaystyle \operatorname {SL} (n,\mathbb {C} )}이다. 따라서 특수 유니터리 군의 복소수 기약 표현도 특수선형군과 마찬가지로 분류할 수 있다.
| 페러스 그림 | 고리 길이 | SU(n) 표현 차원               |
| ----------- | --------- | ----------------------------- |
| ·           | ·         | 1                             |
| □           | 1         | {\displaystyle n}             |
| □□          | 21        | {\displaystyle n(n+1)/2}      |
| □           | 2 1       | {\displaystyle n(n-1)/2}      |
| □□□         | 321       | {\displaystyle n(n+1)(n+2)/6} |
| □□ □        | 31 1      | {\displaystyle n(n^{2}-1)/3}  |
| □           | 3 2 1     | {\displaystyle n(n-1)(n-2)/6} |

이들 표현들은 N차원 기본 표현의 적절한 (반)대칭 곱들로 만들 수 있다. 이를 N차원 기본 표현의 지표(index)로 나타내면
- 같은 행에 속한 지수들은 모두 완전 대칭화한다.
- 같은 열에 속한 지수들은 모두 완전 반대칭화한다.

예를 들어,
i⃞ j⃞ k⃞
l⃞ m⃞
의 꼴의 영 타블로는
{\displaystyle T^{ijklm}}
꼴의 텐서에 대응한다. 이는
{\displaystyle T^{ijklm}=T^{(ijk)(lm)}=T^{[i|jk|l]m}=T^{i[j|kl|m]}}
의 꼴의 (반)대칭성을 가진다.

### 직교군
{\displaystyle \operatorname {SO} (n)}의 경우, {\displaystyle \operatorname {SO} (n)\subset \operatorname {SU} (n)}을 사용해 표현을 분류할 수 있다. 이 경우, {\displaystyle \operatorname {SO} (n)}의 텐서 표현은 다음과 같은 조건을 만족시키는 페러스 그림과 대응한다.
- 각 열의 길이가 {\displaystyle \lfloor n/2\rfloor }

만약 {\displaystyle n}이 짝수이고, 길이가 {\displaystyle n/2}인 열이 존재한다면, 같은 영 타블로에 두 개의 기약 표현이 대응한다. 이는 각각 자기쌍대(영어: self-dual, SD) 및 반자기쌍대(영어: anti-self-dual, ASD)로 일컬어진다.
주어진 페러스 그림에 대응하는 {\displaystyle \operatorname {SO} (n)} 텐서 표현의 차원은 다음과 같다. {\displaystyle i}번째 열의 길이를 {\displaystyle r_{i}}, {\displaystyle i}번째 행의 길이를 {\displaystyle c_{i}}라고 하자 ({\displaystyle i\geq 1}). 만약 해당하는 행·열이 없으면 길이는 0으로 정의한다. 다음과 같은 내용 함수(영어: content function)을 정의하자.:10
{\displaystyle C(i,j)={\begin{cases}r_{i}+r_{j}-i-j&i\geq j\\-c_{i}-c_{j}+i+j-2&i<j\end{cases}}}
그렇다면 {\displaystyle \operatorname {SO} (n)} 텐서 표현의 차원은 다음과 같다.:Cor. 13, Cor. 17, Remark 18
{\displaystyle \dim r=\sum _{(i,j)}{\frac {n+C(i,j)}{\operatorname {hook} (i,j)}}}
만약 {\displaystyle n}이 짝수이며 길이가 {\displaystyle n/2}인 행이 있다면, (반)자기쌍대 조건을 가하면 차원은 위 공식의 ½이다.
영 타블로의 각 칸은 {\displaystyle n}차원 벡터 지표에 대응한다. 이 경우
- 같은 행에 속한 지표들은 모두 대칭화하며, 같은 행에 속한 임의의 한 쌍의 지표에 대하여 대각합이 0이다.
- 같은 열에 속한 지표들은 모두 반대칭화한다.

예를 들어,
i⃞ j⃞ k⃞
l⃞ m⃞
의 꼴의 영 타블로는
{\displaystyle T^{ijklm}}
꼴의 텐서에 대응하며,
{\displaystyle T^{ijklm}=T^{(ijk)(lm)}=T^{[i|jk|l]m}=T^{i[j|kl|m]}}
{\displaystyle 0=\delta _{ij}T^{ijklm}=\delta _{ik}T^{ijklm}=\delta _{jk}T^{ijklm}=\delta _{lm}T^{ijklm}}
꼴의 (반)대칭성을 가진다.
{\displaystyle \operatorname {SO} (n)}의 경우, {\displaystyle \operatorname {SU} (n)}과는 달리 스피너 표현들이 존재한다. 스피너 표현의 경우 모든 가능한 감마 행렬 축약이 0이어야 한다. 스피너 표현은 간혹 텐서 표현의 영 타블로의 한 칸에 점을 찍어 표기된다. 여기서는 스피너 표현을 (s)로 표기하자.
| 페러스 그림 | 고리 길이 | 내용     | SO(n) 표현 차원               | 페러스 그림 | Spin(n) 표현 차원 ({\displaystyle n>6})                      |
| ----------- | --------- | -------- | ----------------------------- | ----------- | ------------------------------------------------------------ |
| ·           | ·         | ·        | 1                             | · (s)       | {\displaystyle 2^{\lfloor (n-1)/2\rfloor }}                  |
| □           | 1         | +0       | {\displaystyle n}             | □ (s)       | {\displaystyle 2^{\lfloor (n-1)/2\rfloor }(n-1)}             |
| □□          | 21        | +2 −1    | {\displaystyle (n+2)(n-1)/2}  | □□ (s)      | {\displaystyle 2^{\lfloor (n-1)/2\rfloor }n(n-1)/2}          |
| □           | 21        | +0 −1    | {\displaystyle n(n-1)/2}      | □ (s) □     | {\displaystyle 2^{\lfloor (n-1)/2\rfloor }n(n-3)/2}          |
| □□□         | 321       | +4 −1 +0 | {\displaystyle (n+4)(n-1)n/6} | □□□ (s)     | {\displaystyle 2^{\lfloor (n-1)/2\rfloor }n(n-1)(n+1)/6}     |
| □□ □        | 31 1      | +2 −2 +0 | {\displaystyle (n+2)(n-2)n/3} | □□ (s) □    | {\displaystyle 2^{\lfloor (n-1)/2\rfloor }(n-2)(n-1)(n+3/2)} |
| □           | 3 2 1     | +0 −1 −2 | {\displaystyle n(n-1)(n-2)/6} | □ (s) □     | {\displaystyle 2^{\lfloor (n-1)/2\rfloor }n(n-1)(n-5)/6}     |

예를 들어, {\displaystyle \operatorname {SU} (2)=\operatorname {Spin} (3)}의 기약 표현들은 {\displaystyle \operatorname {SU} (2)} 영 타블로 또는 {\displaystyle \operatorname {SO} (3)} 영 타블로로 다음과 같이 나타낼 수 있다.
| 스핀            | 0 | ½     | 1  | 1½    | 2    | 2½     | 3      | 3½       |
| --------------- | - | ----- | -- | ----- | ---- | ------ | ------ | -------- |
| 차원            | 1 | 2     | 3  | 4     | 5    | 6      | 7      | 8        |
| SU(2) 영 타블로 | · | □     | □□ | □□□   | □□□□ | □□□□□  | □□□□□□ | □□□□□□□□ |
| SO(3) 영 타블로 | · | · (s) | □  | □ (s) | □□   | □□ (s) | □□□    | □□□ (s)  |

마찬가지로, {\displaystyle \operatorname {SU} (4)=\operatorname {Spin} (6)}의 기약 표현들은 {\displaystyle \operatorname {SU} (4)} 영 타블로 또는 {\displaystyle \operatorname {SO} (6)} 영 타블로로 다음과 같이 나타낼 수 있다.
| 차원            | 1 | 4     | 4     | 6 | 10       | 10        |
| --------------- | - | ----- | ----- | - | -------- | --------- |
| SU(4) 영 타블로 | · | □     | □     | □ | □□       | □□        |
| SO(6) 영 타블로 | · | · (s) | · (s) | □ | □ (SD) □ | □ (ASD) □ |

마찬가지로, {\displaystyle \operatorname {SU} (2)\times \operatorname {SU} (2)=\operatorname {Spin} (4)}의 기약 표현들은 다음과 같다.
| 스핀            | (0, 0) | (½, 0) | (0, ½) | (½, ½) | (1, 0)   | (0, 1)    | (1, ½)  | (½, 1)  | (1½, 0)  | (0, 1½)  | (1, 1)   | (1½, ½)   | (½, 1½)    | (2, 0)     | (0, 2)      |
| --------------- | ------ | ------ | ------ | ------ | -------- | --------- | ------- | ------- | -------- | -------- | -------- | --------- | ---------- | ---------- | ----------- |
| SU(2) 영 타블로 | (·, ·) | (□, ·) | (·, □) | (□, □) | (□□, ·)  | (·, □□)   | (□□, □) | (□, □□) | (□□□, ·) | (·, □□□) | (□□, □□) | (□□□, □)  | (□, □□□)   | (□□□□, ·)  | (·, □□□□)   |
| SO(4) 영 타블로 | ·      | s      | s      | □      | □ (SD) □ | □ (ASD) □ | □ (s)   | □ (s)   | □ (s) □  | □ (s) □  | □□       | □□ (SD) □ | □□ (ASD) □ | □□ (SD) □□ | □□ (ASD) □□ |

### 심플렉틱 군
짝수 {\displaystyle n}에 대하여, {\displaystyle \operatorname {USp} (n)}의 경우에도 영 타블로를 사용하여 표현을 분류할 수 있다. 이 경우
{\displaystyle \operatorname {USp} (n)\subset \operatorname {SU} (n)}
을 사용해, 특수 유니터리 군의 경우와 마찬가지로 표현들을 분류할 수 있다. 이 경우, {\displaystyle \operatorname {USp} (n)}의 텐서 표현은 다음과 같은 조건을 만족시키는 페러스 그림과 대응한다.
- 각 열의 길이가 {\displaystyle n/2} 이하이다.

이 경우, 주어진 페러스 그림에 대응하는 {\displaystyle \operatorname {USp} (n)} 표현의 차원은 다음과 같다. 페러스 그림 {\displaystyle \lambda }의 행의 길이가 {\displaystyle r_{1},r_{2},\dots }이며, 열의 길이가 {\displaystyle c_{1},c_{2},\dots }라고 하자. 우선, 다음과 같은 내용 함수(영어: content function)를 정의하자.:6
{\displaystyle C(i,j)={\begin{cases}r_{i}+r_{j}-i-j+2&i>j\\-c_{i}-c_{j}+i+j&i\leq j\end{cases}}}
그렇다면 {\displaystyle \operatorname {USp} (n)} 표현의 차원은 다음과 같다.:Cor. 9
{\displaystyle \dim r=\prod _{(i,j)}{\frac {n+C(i,j)}{\operatorname {hook} (i,j)}}}
영 타블로의 각 칸은 {\displaystyle n}차원 벡터 지표에 대응한다. 이 경우
- 같은 행에 속한 지표들은 모두 대칭화한다.
- 같은 열에 속한 지표들은 모두 반대칭화하며, {\displaystyle \omega _{\mu \nu }}에 의한 축약이 모두 0이다.

예를 들어,
i⃞ j⃞ k⃞
l⃞ m⃞
의 꼴의 영 타블로는
{\displaystyle T^{ijklm}}
꼴의 텐서에 대응하며,
{\displaystyle T^{ijklm}=T^{(ijk)(lm)}=T^{[i|jk|l]m}=T^{i[j|kl|m]}}
{\displaystyle 0=\omega _{il}T^{ijklm}=\omega _{jm}T^{ijklm}=0}
꼴의 (반)대칭성을 가진다.
| 페러스 그림 | 고리 길이 | 내용     | USp(n) 표현 차원              |
| ----------- | --------- | -------- | ----------------------------- |
| ·           | 1         |          |                               |
| □           | 1         | 0        | {\displaystyle n}             |
| □□          | 21        | +0 +1    | {\displaystyle n(n+1)/2}      |
| □           | 2 1       | −2 +1    | {\displaystyle (n-2)(n+1)/2}  |
| □□□         | 321       | +0 +1 +2 | {\displaystyle n(n+1)(n+2)/6} |
| □□ □        | 31 1      | −2 +0 +2 | {\displaystyle (n-2)n(n+2)/3} |
| □           | 3 2 1     | −4 +0 +1 | {\displaystyle (n-4)n(n+1)/6} |

예를 들어, {\displaystyle \operatorname {SO} (5)=\operatorname {USp} (4)}의 표현들은 다음과 같다.
| 차원             | 1 | 4     | 5 | 10 | 14 | 16    |
| SO(5) 영 타블로  | · | · (s) | □ | □  | □□ | □ (s) |
| USp(4) 영 타블로 | · | □     | □ | □□ | □□ | □□ □  |

## 역사
영국의 수학자 앨프리드 영(영어: Alfred Young)이 1900년에 도입하였다.

## 참고 문헌
1. 1 2 3 4 5 6  Campbell, Peter S.; Anna Stokke. “Hook–content formulae for symplectic and orthogonal tableaux” (영어). arXiv:0710.4155.
2. 1 2  “Group theory for physicists” (PDF). 2011년 1월 12일. 2013년 10월 1일에 원본 문서 (PDF)에서 보존된 문서. 2013년 11월 22일에 확인함. 이름 목록에서 |이름1=이(가) 있지만 |성1=이(가) 없음 (도움말)
3. ↑  O’Connor, John J.; Robertson, Edmund F. (2001년 9월). “Alfred Young”. 《MacTutor History of Mathematics Archive》 (영어). 세인트앤드루스 대학교.

- Yong, Alexander (2007년 2월). “What is … a Young tableau?” (PDF). 《Notices of the American Mathematical Society》 (영어) 54 (2): 240–241.
- Fulton, William (1997). 《Young Tableaux with Applications to Representation Theory and Geometry》 (영어). Cambridge University Press. ISBN 0-521-56724-6. MR 1464693. Zbl 0878.14034.
- Cvitanović, Predrag (2008). 《Group Theory: Birdtracks, Lie’s, and Exceptional Groups》 (영어). Princeton University Press. ISBN 9780691118369. MR 2418111. Zbl 1152.22001.
- Ramond, Pierre (2010년 5월). 《Group Theory: A Physicist’s Survey》 (영어). Cambridge University Press. ISBN 9780521896030. MR 2663568. Zbl 1205.20001.